# NDR 90,3
NDR 90,3 est une radio locale publique allemande de la Norddeutscher Rundfunk pour le Land de Hambourg. Lancée le 2 janvier 1981, elle propose une programmation généraliste avec des journaux sur l'actualité locale et internationale à toutes les heures, des reportages, des interviews et des divertissements. 
D'ailleurs, elle diffuse tous les dimanches de 6 h à 8 h, la plus ancienne émission radio régulière au monde, le Hamburger Hafenkonzert (la première émission date de 1929). Sa programmation musicale, quant à elle, est un mélange de musiques allemandes, de vieux titres et de hits internationaux. Elle vise particulièrement un public assez âgé.

## Organisation

### Direction
Juliane Eisenführ dirigea la station de 2008 à 2012. Actuellement c'est Sabine Rossbach, directrice de la Landesfunkhaus Hamburg, qui dirige la station depuis 2012.